# Fremont (Contea di Waupaca, Wisconsin)
Fremont è un comune degli Stati Uniti, situato in Wisconsin, nella Contea di Waupaca.